# Adolf Kiepert (Verleger)
Adolf Kiepert (* 7. Februar 1845 in Breslau; † Ende März 1911 in Hannover) war ein deutscher Verlagsbuchhändler und Autor.

## Leben
Kiepert war der Sohn eines Breslauer Predigers und Neffe des bekannten Geographen Heinrich Kiepert. Seine Ausbildung als Buchhändler erhielt er bei Heinrich Korn in der Breslauer Buchhandlung Wilhelm Gottlieb Korn (1. April 1864 bis 15. November 1868) und bei Theodor Kay in der J. C. Krieger’schen Buchhandlung in Kassel (bis 15. Juni 1869).

### Neiße 1869–1873
Am 1. Juli 1869 übernahm er das Sortiment der Joseph Graveur’schen Buchhandlung in Neiße, die fortan als J. Graveur’sche Buch-, Kunst- und Musikalien-Handlung Adolf Kiepert bzw. J. Graveur’sche Buchhandlung (Adolf Kiepert) firmierte, während das Verlagsgeschäft zunächst unter dem Namen Joseph Graveur’s Verlag von Graveur weitergeführt und dann im Juni 1871 an Gustav Neumann verkauft wurde. Über die Aktivitäten Kieperts in dieser Zeit ist wenig bekannt, belegt sind unter anderem der Vertrieb von photographischen Ansichten französischer Soldaten aus einem Gefangenenlager bei Neiße, einer Neuauflage der Anleitung zum Kriegsspiel von Wilhelm von Tschischwitz und der Berichte der Gesellschaft für Philomathie (16, 1869).

### Breslau 1874–1878
Als in Breslau die 1846 von Ludwig Ferdinand Maske übernommene Buchhandlung Adam Gosohorskys in Konkurs ging, erwarb Kiepert sie am 20. Dezember 1873 von dem Verwalter der Konkursmasse und verkaufte seinerseits im Januar 1874 das Graveur’sche Sortiment in Neiße an Gustav Neumann. Unter der Verlagsbezeichnung A. Gosohorsky’s Buchhandlung (Adolf Kiepert), seit mindestens 1876 auch mit dem Zusatz „Hofbuchhändler“ zu seinem Namen, verlegte er in Breslau unter anderem Hochschulschriften – besonders hervorzuheben: die Habilitationsschrift Richard Pischels über die Grammatiken der Prakrit-Sprachen (De grammaticis prâcriticis, 1874) –, Lehrbücher für den Griechisch-, Französisch- und Biologieunterricht und Schriften zu sozialen, kirchenpolitischen und naturwissenschaftlichen Fragen.

### Freiburg im Breisgau 1879–1891
Am 18. November 1878 trat Kiepert aus A. Gosohorskys Buchhandlung aus, die anschließend von Oscar Baumgart und Franz Rott weitergeführt wurde. Er verlegte in der Folgezeit sein Geschäft nach Freiburg im Breisgau, wo er sich am 15. Juni 1879 mit Adolf Kiepert’s Verlag als „Hofbuchhändler Sr. Hoh. des Herzogs von Gotha“, mit Auslieferung in Leipzig und Freiburg, etablierte und am 1. Oktober 1882 auch Otto von Bolschwing als Teilhaber aufnahm. Das Freiburger Geschäft gehörte zu denjenigen Buchhandlungen des 19. Jahrhunderts, die sich auch als Leihbüchereien engagierten: Laut einer Anzeige im Freiburger Adreßbuch von 1883 unterhielt die „Hof-Buch, Kunst- & Musikalienhandlung Kiepert & von Bolschwing“ eine Leihbibliothek mit ca. 30.000 Bänden in deutscher, englischer und französischer Sprache und ein „Musikalien-Leihinstitut“, außerdem bot sie interessierten Lesern einen „Novitätencirkel“, einen „Journalcirkel“ und einen „Kunstcirkel“ zur Einschreibung an. In Freiburg verlegte Kiepert auch Musikalien und belletristische Literatur, so unter anderem Werke von Oskar Benda (Im wachen Traum, 1884), Elisabeth von Berge (Pausanias, 1885), Luise Haidheim (Im tiefen Forst, 1885), Wilhelm Jensen (Der Kampf für’s Reich, 1884; Ein Skizzenbuch, 1884; In Wettolsheim, 1884; Aus den Tagen der Hanse, 1885), Luise Westkirch (Ein Familienzwist, 1885), Otto Kimmig (Lieder des Peter Sirius, 1885), Louise Otto-Peters (Die Nachtigall von Weawag, 1885), Konrad Telmann (d. i. Ernst Otto Konrad Zitelmann, Charitas, 2. Ausg. um 1880; Sphynx und andere Novellen, 1887), Pol de Mont (Aus Flandern und Brabant, übersetzt von Heinrich Flemmich, 1888), der unter dem Pseudonym E. Meruell schreibenden Dramatikerin Elise oder Elisabeth Müller (Anna von Cleve oder die Gürtelmagd der Königin, 1881; Otto der Große, 1881) und der unter dem Pseudonym „A. v. d. Elbe“ bekannten Erfolgsschriftstellerin Auguste von der Decken (Ein Sohn, 1889; Aref, der Hindu, 1884/1890).
Am 15. Mai 1886 schied Kiepert aus dem Freiburger Geschäft aus, das von Bolschwing unter dem bisherigen Namen Kiepert & von Bolschwing kurzzeitig weiterführte, bis Kiepert es am 31. Dezember desselben Jahres wieder in seinen alleinigen Besitz übernahm. Am 15. Juni 1888 verkaufte er das Sortimentsgeschäft an Johannes Elchlepp, während Kiepert den Verlag weiterführte und damit am 1. Juli 1891 nach Hannover übersiedelte.
Seit seinen letzten Freiburger Jahren firmierte Kiepert auch als Autor oder Herausgeber, so zuerst für zwei im eigenen Verlag herausgegebene Sammlungen photographischer Ansichten, von denen die erste mit Photographien des Freiburger Hofphotographen Konrad Ruf der Stadt Freiburg (1889 und 1890, 2 Ausgaben) und die zweite dem südlichen Schwarzwald gewidmet waren. Ihnen folgte später in Hannover Kieperts bekannteste Sammlung dieser Art, Freiburg in Wort und Bild (1910), die noch 1981 einen Nachdruck erfuhr. In Freiburg dürfte auch Kieperts erste im Druck veröffentlichte Dichtung entstanden sein, das auf Wilhelm Hauffs Roman Lichtenstein beruhende Libretto für die gleichnamige Oper in fünf Akten von Ferdinand Schilling, die mit einer Instrumentierung von Karl Thoms am 23. oder 25. März 1892 im Freiburger Stadttheater uraufgeführt und in nicht datierten Ausgaben der 1890er-Jahre bei Lehmann in Freiburg und bei Kahnt in Leipzig gedruckt wurde. Die Oper wurde vom Publikum laut einer zeitgenössischen Besprechung ‚enthusiastisch‘ aufgenommen, weitere Aufführungen sind jedoch nicht bekannt.

### Hannover 1891–1911
Während Kiepert in seiner schlesischen und badischen Zeit, abgesehen von einer Beteiligung am Gründungsvorstand des oberbadischen Zweiges des Deutschen Kolonialvereins, nicht besonders in Vereinen oder politischen Organisationen in Erscheinung getreten war, wirkte er seit seiner Übersiedlung aus Freiburg von 1891 bis 1900 als Geschäftsführer der Nationalliberalen Partei der Provinz Hannover. Mit Bezugnahme auf sein Amt in der NLP auf dem Titelblatt veröffentlichte er 1894 zum 70. Geburtstag Rudolf von Bennigsens einen materialreichen Rückblick auf das Leben des Gründungsmitglieds und ehemaligen Fraktionsführers der NLP und fügte dieser Publikation auch eine Jubiläumsschrift zu den Festakten in Hannover bei. Ein kritischer Zeitgenosse bezeichnete den Rückblick als „eine 'Vereinsschrift' in jedem Sinn: in schlechtem Phrasenstil gesinnungstüchtig und unentwegt nationalliberal geschrieben, ohne den aufregenden Luxus von Geist oder auch nur kritischer Durchdringung des geschichtlichen Stoffs“, während Arthur Singer, als Bio- und Bibliograph Bismarcks, das Werk als ein „treffliches Buch“ würdigt, „das alle Beziehungen Bismarcks zu Bennigsen behandelt“.
1895 erschien sein Liederbuch für patriotische Feste, mit einer Hymne Kieperts auf die preußische Provinz Hannover (Hannoverland, du schönes Land). Das Lied soll bereits Anfang der 1870er-Jahre entstanden sein und weist auffällige Ähnlichkeiten zu Titel und Aufbau des vergleichsweise bekannteren Liedes Hannoverland, du teures Heimatland von Gerhard Müller-Suderburg auf, das seinerseits 1884 entstand, 1889 zuerst im Druck und 1891 in einer Vertonung für Männerchor von Robert Linnarz erschien.
Mehr Erfolg hatte Kiepert mit seiner Textvorlage für die Kantate Aus Deutschlands Großer Zeit von Ernst Hermann Seyffardt, der in Kieperts Freiburger Jahren dort den Damenchor und die Liedertafel geleitet hatte und seit 1892 in Stuttgart tätig war. Das Werk, das auch bestehendes patriotisches Liedgut wie Die Wacht am Rhein und Heil dir im Siegerkranz aufgreift und mit einer Hymne an den Kaiser schließt, wurde 1895 im Hoftheater von Hannover in Anwesenheit Kaiser Wilhelms aufgeführt, der dem Komponisten und dem Dichter bei dieser Gelegenheit den Hoforden IV. Klasse verlieh und den Solisten „Schmuckgegenstände“ überreichen ließ. Es gehörte für längere Zeit zum gängigen Repertoire patriotischer Festkultur und erlebte seine 31. Aufführung bereits im Folgejahr in Wesel, sowie seine hundertste am 2. April 1908 in Bautzen. Die Aufnahme in der Musikkritik war zum Teil wenig begeistert. Oskar Eichberg, der für die nachmaligen Musikpädagogischen Blätter eine Berliner Aufführung von 1896 besprach, lobte die Aufführung als „vortrefflich (…), aber schwach war der Text und die Komposition“, und bescheinigte dem Werk einen stets „gleichmäßig und bedächtig“ fortschreitenden Duktus bei „Mangel eines energischen Aufschwungs“, während Carl Krebs in der Deutschen Rundschau aus Anlass der gleichen Berliner Aufführung geradezu „Flachheit der Erfindung“ feststellte und über den Komponisten befand: „Zweifelsohne ist er ein besserer Patriot als Musiker.“
Kiepert gehörte zu den besonders engagierten Verehrern Bismarcks und war mit mehreren Festspieldichtungen (Zur Feier der Wiedererstehung des Deutschen Reiches, 1896; Bismarck-Feier zur Sonnenwende, 1899; Bismarck, 1901?) an den Bismarck-Feiern seiner Zeit beteiligt. Als in Hannover eine Huldigungsfahrt der örtlichen Bismarck-Verehrer zu dessen Ruhesitz in Friedrichsruh geplant wurde, übernahm Kiepert als Geschäftsführer der NLP eine führende Rolle bei den Vorbereitungen und erwirkte eine Einladung zu einem persönlichen Empfang am 15. Juni 1896 in Friedrichsruh, den er zu den „bedeutsamsten [Stunden] meines Lebens“ zählte und über den er einen ausführlichen Bericht im Hannoverschen Courier publizierte. Kiepert nahm dort an einem Frühstück in Gegenwart Bismarcks, der Familie des Grafen zu Rantzau und einiger Vertrauter teil, brachte beim Kaffee einen gereimten Trinkspruch auf Bismarck aus („Dem Manne, den uns Gott gesandt, / Der kühn geeint das Deutsche Land, / Ihm noch manch’ segensvolles Jahr, / Des Volkes Liebe immerdar!“), mit dem er sich später in das Gästebuch eintragen durfte, und führte mit Bismarck Konversation über seine Berliner Verwandten Heinrich und Adolf und andere Themen. Die Huldigungsfahrt selbst wurde mit Rücksicht auf den Gesundheitszustand Bismarcks auf unbestimmte Zeit vertagt und scheint dann nicht mehr stattgefunden zu haben.
Am 22. März 1897 kam in Hannover Kieperts Festspiel Zur hundertsten Geburtstagsfeier Kaiser Wilhelms des Großen zur Aufführung, eine von Musik untermalte und von Lebenden Bildern unterbrochene Rezitation der Muse Kio, Personifikation der Heldendichtung und Geschichtsschreibung. Die Lebenden Bilder nach bekannten Gemälden vergegenwärtigten wichtige Stationen im Leben des Geehrten, beginnend mit der Einkleidung des Prinzen in eine Husarenuniform am Weihnachtsabend 1803 und endend mit seinem Einzug in Walhalla sowie einem Treueschwur des deutschen Volkes vor der geschmückten Büste des Kaisers. Nach Angaben des Hannoverschen Couriers sollte das Stück auch in Breslau, Freiburg i. Br., Hagen, Uelzen, Norden, Uslar und Hoya aufgeführt werden. Nach Gattung und Inhalt entsprachen Kieperts Festspieldichtungen den Konventionen ihres bürgerlich-patriotischen Entstehungsmilieus, von Vertretern avancierterer realistischer oder naturalistischer Ästhetik wurden sie mit entsprechendem Überdruss rezipiert. Als Louis Ellmenreich, Oberregisseur am Hoftheater von Hannover und theatergeschichtlich besonders durch eine gutachterliche Ablehnung Gerhart Hauptmanns bekannt, am 1. September 1902 Kieperts Festspiel Zur Feier des fünfzigjährigen Bestehens des Königlichen Schauspielhauses in Hannover zur Aufführung brachte, fand Max Ewert in der Zeitschrift Bühne und Welt das „Stückchen geschickt insceniert“, beschrieb Kieperts Werk selbst aber als ein „farben- und figurenreiche[s], aber unklare[s] und eines einheitlichen Grundgedanken entbehrende[s] Stück“, das „nur in den Einleitungsworten der Vergangenheit des Hoftheaters gewidmet“ sei und „im übrigen hauptsächlich eine Verherrlichung Hannoveras und Germanias“ enthalte.

## Werke

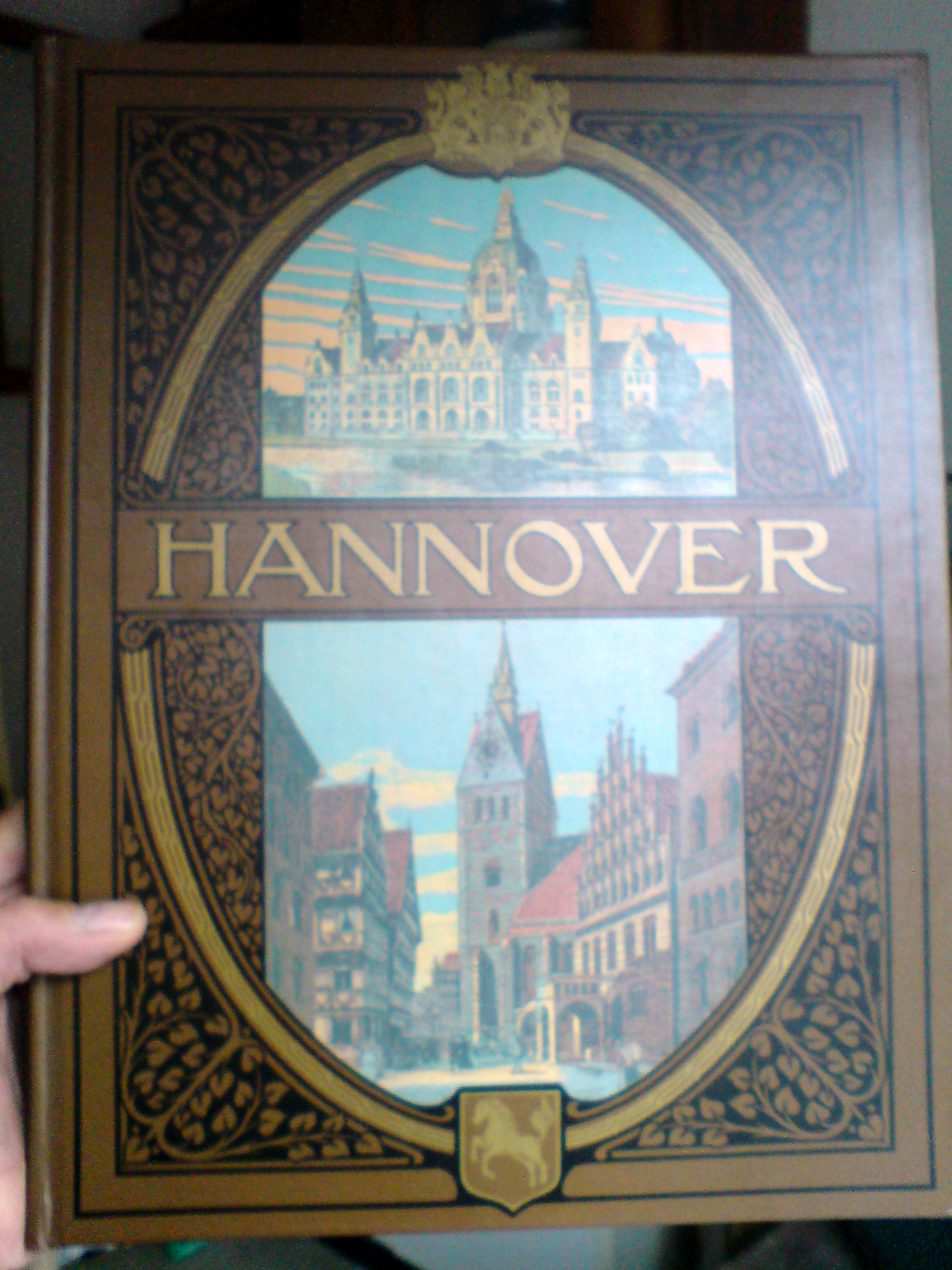
Titelseite Hannover in Wort und Bild, 1910 herausgegeben vom Verein für Fremdenverkehr in Hannover

- Freiburg in Wort und Bild, in verschiedenen Ausgaben:
  - Mit 10 Ansichten, 1889, 24 Seiten
  - Mit 14 Ansichten in Lichtdruck nach Originalaufnahmen von Hofphotograph Konrad Ruf und einem „Gesammtbild“ der Universität nach Photographien von C. Clare und Hofphotograph G. Th. Hase, 1890, 36 Seiten
  - Kleine Ausgabe mit 10 Ansichten, 1890, 55 Seiten
- Der südliche Schwarzwald, zwei verschiedene Ausgaben:
  - Mit 29 Original-Lichtbildern und 57 Text-Illustrationen, 1891
  - 20 Ansichten, 1891
- Lichtenstein, romantische Oper in 5 Akten, Text nach Wilhelm Hauff’s gleichnamiger romantischer Sage von Adolf Kiepert, componiert von Ferdinand Schilling. Lehmann, Freiburg i.Br. o. J.; Clavierauszug mit Text, Kahnt, Leipzig o. J.
- Die Bennigsen-Feier in Hannover am 9., 10. und 11. Juli 1894. Im Auftrag des Wahlcomités der Nationalliberalen Partei der Provinz Hannover unter Benutzung der Berichte des Hannoverschen Couriers, der Magdeburger Zeitung und anderer Blätter zusammengestellt. Carl Meyer, Hannover 1894.
- Aus Deutschlands grosser Zeit. Konzert-Kantate in 3 Teilen für 4 Solostimmen, gemischten Chor, Männerchor und Orchester (Orgel ad libitum), 1895, Komposition von Ernst Hermann Seyffardt nach einem Text von Adolf Kiepert, mehrere Ausgaben, u. a. Zu Guttenberg, Stuttgart 1895; Rheinischer Musikverlag, Düsseldorf 1895; Amman, Heidelberg 1895; Breitkopf & Härtel, Leipzig 1901; Hartmann & Beck, Düsseldorf o. J.
- Liederbuch für Patriotische Feste. Göhmann, Hannover 1895.
- Bericht über den Empfang am 15. Juni 1896 bei Bismarck, veröffentlicht im  Hannoverschen Courier.[27]
- Zur Feier der Wiedererstehung des Deutschen Reiches, Festspiel. Kiepert, Hannover 1896.
- Zur hundertsten Geburtstagsfeier Kaiser Wilhelms des Großen am 22. März 1897. Kiepert, Hannover 1897.
- Bismarck-Feier zur Sonnenwende, Festspiel. Kiepert, Hannover 1899.
- Das deutsche Lied. Festspiel zum 50jährigen Stiftungsfeste des Hannoverschen Männer-Gesangsvereins. Kiepert, Hannover 1901.
- Bismarck, Festspiel, 2. Auflage. Kiepert, Hannover 1901.
- Für Gott und Volk. Historisches Schauspiel in 5 Akten. Kiepert, Hannover 1901.
- Zur Feier des fünfzigjährigen Bestehens des Königlichen Schauspielhauses in Hannover, Festspiel, 1902.
- Der Deutsche Schützenbund. In: Fest-Zeitung zum XIV. Deutschen Bundesschießen Hannover 1903. Amtliches Organ der Festleitung, Hrsg. vom Preß-Ausschuß. Kiepert, Hannover 1903, Nr. 2.
- Zum 70sten Geburtstage Rudolf von Bennigsens. Rückblick auf das Leben eines Parlamentariers. Meyer, Hannover 1894; 2., bed. verm. Ausg. unter dem Titel Rudolf von Benningsen. Rückblick auf das Leben eines Parlamentariers, Carl Meyer, Hannover/Berlin 1903.
- Hannover. Ein Prachttor zum Weserbergland. In: Wandern und Reisen. Illustrierte Zeitschrift für Touristik, Landes- und Volkskunde, Kunst und Sport, Jahrg. II. Schwann, Düsseldorf 1904.
- Hannover in Wort und Bild, Text von Adolf Kiepert, hrsg. vom Verein zur Förderung des Fremdenverkehrs in Hannover, mit 286 Illustrationen nach Original-Gemälden und Original-Zeichnungen von Diekmann, Fiermann, Professor Hammel, Professor Hildebrand, Professor Jordan, Ramberg, Professor Schaper, Stöcke, Ulbrich, sowie nach photographischen Original-Aufnahmen, (Nachdr. der Ausg.) Kiepert, Hannover 1910, 2. Aufl. – Schlütersche, Hannover 1981, ISBN 3-87706-181-8.